# Armed Forces Bowl 2024
Match précédent Match suivant
L'Armed Forces Bowl 2024 est un match de football américain de niveau universitaire joué après la saison régulière de 2024, le 27 décembre 2024 au Amon G. Carter Stadium situé à Fort Worth dans l'État du Texas aux États-Unis. 
Il s'agit de la 22e édition de l'Armed Forces Bowl.
Le match met en présence l'équipe des Sooners de l'Oklahoma issue de la Southeastern Conference et l'équipe des Midshipmen de la Navy issue de l'American Athletic Conference.
Il débute vers 11 heures locales (18 heures en France) et est retransmis à la télévision par ESPN.
Sponsorisé par la société Lockheed Martin, le match est officiellement dénommé le 2024 Lockheed Martin Armed Forces Bowl. 
Navy remporte le match sur le score de 21 à 20. 

## Présentation du match
Il s'agit de la 2e rencontre entre les deux équipes :
| Saison | Date           | Vainqueur | Score  | Compétition                           |
| ------ | -------------- | --------- | ------ | ------------------------------------- |
| 1985   | 2 octobre 1965 | Navy      | 10 - 0 | Saison régulière joué dans l'Oklahoma |

| Équipe                                                                                                | Logo | Couleur | Conférence | Entraîneur                      | Stats. saison rég. | Classements avant le bowl | Classements avant le bowl | Classements avant le bowl |
| --- | ---- | ------- | ---------- | ------------------------------- | ------------------ | ------------------------- | ------------------------- | ------------------------- |
| Équipe                                                                                                | Logo | Couleur | Conférence | Entraîneur                      | Stats. saison rég. | CFP                       | AP                        | Coaches                   |
| Sooners de l'Oklahoma                                                                                 |      |         | SE         | Brent Venables (en) (3e saison) | 6 - 6              | NC                        | NC                        | NC                        |
| Midshipmen de la Navy                                                                                 |      |         | AAC        | Brian Newberry (en) (2e saison) | 9 - 3              | NC                        | NC                        | NC                        |
| - Arbitre : Mike McCabe (Big 12) - Équipe donnée favorite par les bookmakers : Oklahoma par 2½ points |      |         |            |                                 |                    |                           |                           |                           |

### Sooners de l'Oklahoma
Oklahoma termine la saison régulière avec un bilan de 6 victoires et 6 défaites (2-6 en matchs de conférence). Ils ont rencontré cinq équipes classées dans le Top 25 de l'AP, pour un bilan de 5 défaites (15-25 contre #6 Tennessee, 3 à 34 contre #1 Texas, 14 à 26 contre #18 Ole Miss et 23 à 30 contre #24 Missouri) et une victoire (24 à 3 contre #7 Alabama).
Ils terminent la saison régulière classés 13e de la Southeastern Conference.
À l'issue de la saison 2024 (bowl non compris), ils n'apparaissent pas dans les classements CFP, AP et Coaches.
Il s'agit de leur première participation à l'Armed Forces Bowl et le 58e bowl de leur histoire :

### Midshipmen de la Navy
Navy termine la saison régulière avec un bilan de 9 victoires et 3 défaites (6-2 en matchs de conférence). Les Midshipmen ont rencontré 3 équipes classées dans le Top 25 de l'AP dont deux défaites (14 à 51 contre #12 Notre Dame et 0 à 35 contre #25 Tulane) et une victoire (31 à 13 contre #22 Army).
Ils terminent la saison régulière classés 3e de l'American Athletic Conference derrière #22 Army et Tulane.
À l'issue de la saison 2024 (bowl non compris), ils n'apparaissent pas dans les classements CFP, AP et Coaches.
Il s'agit de leur 3e participation à l'Armed Forces Bowl et le 25e bowl de leur histoire :
| Saisons | Dates            | Vainqueurs     | Scores  | Finalistes             | Bilan   |
| ------- | ---------------- | -------------- | ------- | ---------------------- | ------- |
| 2013    | 30 décembre 2013 | Navy           | 24 - 0  | Middle Tennessee State | V : 1-0 |
| 2016    | 23 décembre 2013 | Louisiana Tech | 48 - 45 | Navy                   | D : 1-1 |